# Glissement de terrain d'Enga de 2024
Le glissement de terrain d'Enga de 2024 survient le 24 mai 2024 à Maip Muritaka Rural LLG (en), dans la province d'Enga, en Papouasie-Nouvelle-Guinée. Plus de 2 000 personnes seraient mortes. De nombreuses autres personnes sont portés disparues, dont environ 2 500 dans les seuls villages de Kaokalam et Tulipana. Ce glissement de terrain est le plus meurtrier au monde depuis la tragédie de Vargas et est à l'origine de la catastrophe naturelle la plus meurtrière dans le pays depuis le tremblement de terre de 1998 en Papouasie-Nouvelle-Guinée.

## Contexte
La Papouasie-Nouvelle-Guinée est régulièrement confrontée à des glissements de terrain mortels, provoqués par son relief montagneux, ses conditions météorologiques, son climat, sa pauvreté et la mauvaise gestion du gouvernement. En 2024, le pays connait d'intenses précipitations et inondations possiblement liées au changement climatique. Un glissement de terrain en avril tue 14 personnes, tandis qu'un autre un mois auparavant en tue au moins 21.

## Causes
Le 18 mai, un tremblement de terre de magnitude 4,5 se produit à 105 km à l'ouest de l'endroit où le glissement de terrain a lieu. Il frappe à 126,2 km sous la surface. Un local déclare que cela pourrait avoir causé le glissement de terrain. La Croix-Rouge déclare que rien n'indique que le tremblement de terre en soit la cause, l'attribuant plutôt à l'exploitation de l'or (en) ou à de fortes pluies.

## Déroulement
Le glissement de terrain se produit vers 3 h 0 PGT le 24 mai (17 h 0 UTC le 23 mai), lorsqu'une grande quantité de matériaux descend du mont Mungalo et détruit six villages du Maip Muritaka Rural LLG. Rien que dans le village de Kaokalam, des dizaines de maisons sont détruites et environ 300 personnes sont mortes. Le glissement bloque une autoroute près de la mine d'or de Porgera et détruit 150 mètres de la route principale menant à Kaokalam, ce qui suscite des inquiétudes quant à l'approvisionnement en carburant et en marchandises,. Trois mille autres personnes sont ensevelies dans le village de Yambali et l'autoroute reliant Port Moresby, la capitale, est également bloquée. Les jardins qui fournissent de la nourriture au village et ses trois cours d'eau sont ensevelis et détruits. Un responsable de l'Organisation internationale pour les migrations estime que la zone couverte par le glissement de terrain équivaut à « trois à quatre terrains de football ». Les débris ont une profondeur d'environ 6 à 8 mètres.
Des estimations contradictoires du nombre de victimes apparaissent à la suite de la catastrophe, attribuées au manque de statistiques démographiques mises à jour depuis le dernier recensement national de 2000. Le 27 mai, on estime que 2 000 personnes auraient été tuées par le glissement de terrain dans le seul village de Yambali. Ces chiffres ne sont pas confirmés par les responsables gouvernementaux. Plus de 4 000 personnes sont directement touchées. Six corps sont retrouvés. Sept personnes sont blessées et quatre autres sont secourues, tandis que 1 182 maisons seraient détruites ou ensevelies. Plus de 5 000 porcs, 100 magasins et cinq véhicules seraient également ensevelis.

## Conséquences
Le Premier ministre James Marape annonce que les forces de défense de Papouasie-Nouvelle-Guinée sont envoyées sur place pour mener des opérations de secours, récupérer les corps et reconstruire les infrastructures détruites. Des policiers, des médecins, des ingénieurs et du personnel des Nations unies sont également dépêchés, tandis que certains habitants font office de premiers intervenants. Au crépuscule, les sauveteurs sur les lieux utilisent une pelle mécanique et des outils pour tenter de localiser les survivants.
L'agence humanitaire internationale CARE et la Croix-Rouge de Papouasie-Nouvelle-Guinée (en) déclarent qu'elles évaluent la situation,,. CARE déclare plus tard qu'environ 4 000 personnes ont besoin d'une aide humanitaire à la suite de la catastrophe, y compris des personnes déplacées lors d'affrontements intertribaux en février 2024 (en). L'Australie et les États-Unis déclarent qu'ils sont prêts à contribuer aux efforts humanitaires. Les travaux de sauvetage sont entravés par de gros rochers et des arbres tombés, la Croix-Rouge estimant qu'il faudrait jusqu'à deux jours pour que l'aide humanitaire arrive. Selon ABC News, seuls les hélicoptères peuvent accéder à Kaokalam.

## Réactions
Charles III, roi de Papouasie-Nouvelle-Guinée, se dit « profondément choqué et attristé d'apprendre le glissement de terrain dévastateur à Enga, et la perte tragique de tant de vies, de maisons et de jardins potagers » et exprime sa « confiance dans le fait que [ces] communautés s'uniront pour soutenir les survivants et le rétablissement de la situation dans ces circonstances déchirantes ».